# Wolfgang Hosfeld
Wolfgang Hosfeld (* 1947 in Magdeburg) ist ein deutscher Schauspieler.

## Leben
Nach dem Besuch einer Kinder- und Jugendsportschule in seiner Geburtsstadt Magdeburg, wo es darum ging, aus ihm einen guten Boxer zu machen, lernte Wolfgang Hosfeld den Beruf eines Kochs. Nebenbei machte er Musik in verschiedenen Bands, die er auch leitete. Da ihn bei diesen Auftritten sein regionaler Dialekt störte, nahm er Sprechunterricht bei einem Magdeburger Schauspieler. Dieser erkannte sein künstlerisches Talent und meldete ihn bei der Staatlichen Schauspielschule Berlin an, die er von 1970 bis 1973 besuchte. Anschließend erhielt er ein Engagement am Berliner Maxim-Gorki-Theater, dem er bis 2012 angehörte. Hier spielte er u. a. die Rolle des Adam in Rudi Strahls In Sachen Adam und Eva in über 550 Aufführungen. Im Fernsehen wurde er besonders durch seine Figur des Clown Hoppla bekannt, aber auch durch Auftritte in Inszenierungen wie Hans Sachs’ Spielereien. Fastnachspiele (1976), Hans-Joachim Preils Tatzeit 19 Uhr (1979) und Rudi Czerwenkas Stolzer Hahn (1979) des Fernsehtheaters Moritzburg. Er wirkte aber auch als Regisseur, Schauspiellehrer, Synchronlehrer und hatte viele eigene Lese- und Musikabende.
Verheiratet ist Wolfgang Hosfeld mit der Sängerin, Tänzerin und Schauspielerin Brigitte Hube-Hosfeld. Beide wohnen in Zeuthen bei Berlin. Ihr gemeinsamer Sohn Paul Hosfeld wirkte bereits als Kind in mehreren Rollen am Theater und im Film mit, studierte aber später an der TH Wildau Recht und Wirtschaft.

## Filmografie
- 1975: Kriminalfälle ohne Beispiel: Mord im Märkischen Viertel (Fernsehreihe)
- 1975: Spätpodium: Tingel-Tangel oder Die Kunst zu unterhalten (Fernsehtheater Moritzburg)
- 1975: Spätpodium: Herodot in Buddelstädt (Fernsehtheater Moritzburg)
- 1981: Musen (Studioaufzeichnung)
- 1982: Melanie van der Straaten (Fernsehfilm)
- 1984: Drei Schwestern (Fernsehfilm)
- 1987: Wie die Alten sungen…
- 1988: Polizeiruf 110: Flüssige Waffe (Fernsehreihe)
- 1988: Die Übergangsgesellschaft (Theateraufzeichnung)
- 1991: Jugend ohne Gott
- 1992: Gute Zeiten, schlechte Zeiten (Fernsehserie, 1 Episode ?)
- 1994: Wolffs Revier (Fernsehserie, Episode: 33)
- 1994: Polizeiruf 110: Opfergang
- 1997: Raus aus der Haut
- 1997: Polizeiruf 110: Der Tausch
- 1998: Anja und Anton (Fernsehserie, Episode: 4)
- 1999: Wolffs Revier (Episode: 97)
- 1999: In aller Freundschaft (Fernsehserie, Episode: 30)
- 2001: Anja und Anton (Episode: 17)
- 2002: Wolffs Revier (Episode: 126)
- 2002: Anja und Anton (Episode: 25)
- 2003: In aller Freundschaft (Episode: 167)
- 2003: Anja und Anton (Episode: 29)
- 2004: Tatort: Eine ehrliche Haut (Fernsehreihe)
- 2004: Anja und Anton (Episode: 35 und 36)
- 2005: Anja und Anton (Episode: 42)
- 2015: Das Geständnis

## Theater

### Darsteller
- 1974: Manfred Streubel: Ratcliff rechnet ab (Eddie) – Regie: Karl Gassauer (Maxim-Gorki-Theater Berlin)
- 1974: Rudi Strahl: In Sachen Adam und Eva (Adam) – Regie: Gerhard König (Maxim-Gorki-Theater Berlin – Foyer)
- 1974: Michail Schatrow: Das Wetter für morgen (Krassikow) – Regie: Albert Hetterle (Maxim-Gorki-Theater Berlin)
- 1975: Maxim Gorki: Die Letzten (Polizist) – Regie: Wolfgang Heinz (Maxim-Gorki-Theater Berlin)
- 1976: Aurel Baranga: Die öffentliche Meinung  – Regie: Karl Gassauer (Maxim-Gorki-Theater Berlin)
- 1977: Maxim Gorki: Nachtasyl (Schuhmacher Aljoschka) – Regie: Albert Hetterle (Maxim-Gorki-Theater Berlin)
- 1980: Rudi Strahl: Er ist wieder da (Straßenbauer) – Regie: Karl Gassauer (Maxim-Gorki-Theater Berlin)
- 1980: William Shakespeare: Ein Sommernachtstraum (Thisby/Francis Flute) – Regie: Thomas Langhoff (Maxim-Gorki-Theater Berlin)
- 1980: Jürgen Groß: Match (Gregor) – Regie: Wolfram Krempel (Maxim-Gorki-Theater Berlin – Studiobühne)
- 1981: Peter Hacks: Armer Ritter (Firlefanz) – Regie: Karin Gregorek (Maxim-Gorki-Theater Berlin)
- 1981: Heinrich von Kleist: Amphitryon – Regie: Karl Gassauer (Maxim-Gorki-Theater Berlin)
- 1982: Dale Wasserman: Einer flog über das Kuckucksnest (Billy) – Regie: Rolf Winkelgrund (Maxim-Gorki-Theater Berlin)
- 1982: Maxim Gorki: Die Kleinbürger (Nil) – Regie: Albert Hetterle (Maxim-Gorki-Theater Berlin)
- 1983: Seán O’Casey: Der Pflug und die Sterne – Regie: Rolf Winkelgrund (Maxim-Gorki-Theater Berlin)
- 1984: Rainer Kerndl: Georgsberg (Lauer) – Regie: Wolfram Krempel (Maxim-Gorki-Theater Berlin)
- 1984: Anton Tschechow: Platonow (Kirill Glagojew) – Regie: Thomas Langhoff (Maxim-Gorki-Theater Berlin)
- 1984: Alfred Matusche: Kap der Unruhe (Schorch) – Regie: Rolf Winkelgrund (Maxim-Gorki-Theater Berlin)
- 1985: Hermann Kant: Die Aula (Trullesand) – Regie: Wolfram Krempel (Maxim-Gorki-Theater Berlin)
- 1986: Claus Hammel: Die Preußen kommen (Langer Kerl) – Regie: Karl Gassauer (Maxim-Gorki-Theater Berlin)
- 1987: Maxim Gorki: Barbaren (Grischa) – Regie: Albert Hetterle (Maxim-Gorki-Theater Berlin)
- 1988: Gotthold Ephraim Lessing: Minna von Barnhelm (Wachtmeister Werner) – Regie: Siegfried Höchst (Maxim-Gorki-Theater Berlin)
- 1988: Volker Braun: Die Übergangsgesellschaft (Franz) – Regie: Thomas Langhoff (Maxim-Gorki-Theater Berlin)
- 1988: Michail Schatrow: Der Brester Frieden (Sinowjew) – Regie: Albert Hetterle (Maxim-Gorki-Theater Berlin)
- 1989: Peter Turrini: Der tollste Tag (Bazillus) – Regie: Karl Gassauer (Maxim-Gorki-Theater Berlin)
- 1990: Alexander Galin: Retro oder Zurück aufs Dach (Schwiegersohn) – Regie: Karl Gassauer (Maxim-Gorki-Theater Berlin)
- 1991: Sławomir Mrożek: Striptease (Zweiter Herr) – Regie Andre Hiller (Berliner Arbeiter-Theater)
- 1991: Heiner Müller: Leben Gundlings Friedrich von Preußen Lessings Schlaf Traum Schrei – Regie: B. K. Tragelehn (Maxim-Gorki-Theater Berlin)
- 1991: Trevor Griffiths: Komiker (Ged Murray) – Regie: Albert Hetterle (Maxim-Gorki-Theater Berlin)
- 1992: Arthur Miller: Tod eines Handlungsreisenden (Charlay) – Regie: Siegfried Bühr (Maxim-Gorki-Theater Berlin)
- 1993: Henrik Ibsen: Ein Volksfeind (Aslaksen) – Regie: Siegfried Bühr (Maxim-Gorki-Theater Berlin)
- 1993: Luigi Pirandello: Die Riesen vom Berge – Regie: Rolf Winkelgrund (Maxim-Gorki-Theater Berlin)
- 1994: August Strindberg: Der Vater (Pastor) – Regie: Martin Meltke (Maxim-Gorki-Theater Berlin)
- 1997: Jewgeni Schwarz: Der Drache (Heinrich) – Regie: Tom Kühnel/Robert Schuster (Maxim-Gorki-Theater Berlin)
- 2000: Volker Lüdecke: Brüsseler Spitzen – Regie: Brigitte Geister (Maxim-Gorki-Theater Berlin)
- 2005: Annett Gröschner/Ralf Fiedler: Moskauer Eis – Regie: Sascha Bunge (Maxim-Gorki-Theater Berlin)
- 2006: Kathrin Röggla: draußen tobt die dunkelziffer – Regie: Stephan Müller (Maxim-Gorki-Theater Berlin)
- 2010: Stefan Vögel: Ritter Ludwig – Regie: Dominik Paetzholdt (Comödie Dresden)
- 2011: Heinrich von Kleist: Der zerbrochne Krug – Regie: Jan Bosse (Maxim-Gorki-Theater Berlin)
- 2012: Juri Sternburg: Der Penner ist jetzt schon wieder woanders – Regie: Ekat Cordes (Maxim-Gorki-Theater Berlin)

### Regie
- 1996: John Millington Synge: Der Held der westlichen Welt (Theaterstudio Berlin)
- 2000: Robert Thomas: Acht Millionäre (Berliner Kriminal Theater)

## Hörspiele
- 1975: Krishna Chandar: Vor der Herberge (1. Jäger) – Regie: Albrecht Surkau (Hörspiel – Rundfunk der DDR)
- 1976: Günter Hesse: Wechselkurs (Boxer) – Regie: Detlef Kurzweg (Kinderhörspiel – Rundfunk der DDR)
- 1976: Alexander Wampilow: Das Haus mit den Fenstern zum Feld (1. Sänger) – Regie: Peter Groeger (Kurzhörspiel – Rundfunk der DDR)
- 1977: Anatoli Grebnjew: Bitte sagen Sie "Sie" zu mir (Alik) – Regie: Albrecht Surkau (Hörspiel – Rundfunk der DDR)
- 1977: Kurt Steiniger: Wie der Turm von Pisa (Sänger) – Regie: Werner Grunow (Hörspiel – Rundfunk der DDR)
- 1977: Helmut Bez: Letzte Nachrichten (Der junge Kabert) – Regie: Fritz Göhler (Hörspiel – Rundfunk der DDR)
- 1977: Joachim Rähmer: Am letzten Freitag (Falke) – Regie: Fritz Göhler (Hörspiel – Rundfunk der DDR)
- 1977: Wladimir Tendrjakow: Die Nacht nach der Abschlußfeier (Sokrates) – Regie: Albrecht Surkau (Hörspiel – Rundfunk der DDR)
- 1977: Walter Niebuhr: Abenteuer Erlengrund (Roland) – Regie: Albrecht Surkau (Kinderhörspiel – Rundfunk der DDR)
- 1977: Gerhard Rentzsch: Der Stein (1. Soldat) – Regie: Fritz Göhler (Hörspiel – Rundfunk der DDR)
- 1978: Raúl González de Cascorro: Der Sohn des Arturo Estevez (Benigno) – Regie: Albrecht Surkau (Hörspiel – Rundfunk der DDR)
- 1979: Eberhard Kreissig: Bedenke, was du wählst (Wolf) – Regie: Detlef Kurzweg (Kinderhörspiel/Kurzhörspiel – Rundfunk der DDR)
- 1980: Kurt Zimmermann: Der fliegende Saladin (Hassan) – Regie: Detlef Kurzweg (Kinderhörspiel – Rundfunk der DDR)
- 1982: Peter Hacks nach Johann Wolfgang von Goethe: Das Jahrmarktsfest zu Plundersweilern (Marmotte) – Regie: Werner Grunow (Hörspiel – Rundfunk der DDR)
- 1982: Daniil Granin: Der Namensvetter (Fahrer) – Regie: Achim Scholz (Hörspiel – Rundfunk der DDR)
- 1982: Jörg Kowalski: Leerer Raum (mehrere Rollen)  – Regie: Achim Scholz (Hörspiel – Rundfunk der DDR)
- 1983: Ulf Annel: Die Geschichte vom verschwundenen Z (Erzähler) – Regie: Detlef Kurzweg (Kinderhörspiel/Kurzhörspiel – Rundfunk der DDR)
- 1983: Torsten Enders: Seilfahrt (Tessmann) – Regie: Fritz Göhler (Hörspiel – Rundfunk der DDR)
- 1983: Heiner Müller: Traktor (Soldat) – Regie: Achim Scholz (Hörspiel – Rundfunk der DDR)
- 1984: Michael Kauz: Abschied vom Stern (Korn) – Regie: Werner Grunow (Hörspiel – Rundfunk der DDR)
- 1984: Albert Wendt: Prinzessin Zartfuß und die sieben Elefanten (Mäusel) – Regie: Christa Kowalski (Kinderhörspiel – Rundfunk der DDR)
- 1984: Gert Zenker: Gefangen im Turm (Harlekin) – Regie: Werner Grunow (Kinderhörspiel – Rundfunk der DDR)
- 1984: Eva Salzer: Rendezvous per Telefon (Er) – Regie: Achim Scholz (Kurzhörspiel – Rundfunk der DDR)
- 1985: Barbara Augustin: Weiße Taube (Jens) – Regie: Detlef Kurzweg (Kurzhörspiel aus der Reihe „Waldstraße Nummer 7“ – Rundfunk der DDR)
- 1985: Volksdichtung: Hetscho, der Faulpelz (Hetscho) – Regie: Angelika Perl (Kinderhörspiel/Kurzhörspiel – Rundfunk der DDR)
- 1985: Regina Griebel: Das Puzzle (Werner) – Regie: Werner Grunow (Kurzhörspiel – Rundfunk der DDR)
- 1986: Wulf Weber: Kinderkrankheiten (Jens) – Regie: Detlef Kurzweg (Kurzhörspiel aus der Reihe „Waldstraße Nummer 7“ – Rundfunk der DDR)
- 1986: Ulrich Waldner: Ausflug nach Dresden (Jens) – Regie: Detlef Kurzweg (Kurzhörspiel aus der Reihe „Waldstraße Nummer 7“ – Rundfunk der DDR)
- 1987: Bodo Schulenburg: Das Kälbchen und die Schwalbe (Samuels Vater) – Regie: Manfred Täubert (Kinderhörspiel – Rundfunk der DDR)
- 1987: Wolfgang Borchert: Die lange, lange Straße lang (Obergefreiter) – Regie: Achim Scholz (Hörspiel – Rundfunk der DDR)
- 1988: Marion Seelig: Die Frühlingsgeige (Tambourmajor) – Regie: Manfred Täubert (Kinderhörspiel – Rundfunk der DDR)
- 1988: Monika Thiel Die Anzeige (Jens) – Regie: Norbert Speer (Kurzhörspiel aus der Reihe „Waldstraße Nummer 7“ – Rundfunk der DDR)
- 1988: Monika Thiel: Mit verdeckten Karten (Jens) – Regie: Klaus Zippel (Kurzhörspiel aus der Reihe „Waldstraße Nummer 7“ – Rundfunk der DDR)
- 1988: Horst G. Essler: Privatgefängnis (Kinty) – Regie: Hans Knötzsch (Kriminalhörspiel/Kurzhörspiel – Rundfunk der DDR)
- 1988: Katja Oelmann: Steig' der Stadt aufs Dach (Oberwachtmeister) – Regie Barbara Plensat (Hörspiel – Rundfunk der DDR)
- 1989: Hans Siebe: Porzellan (Theo) – Regie: Achim Scholz (Hörspiel – Rundfunk der DDR)
- 1989: Peter Jakubeit: Der heilige Christ (Bola) – Regie: Achim Scholz (Hörspiel – Rundfunk der DDR)
- 1989: Peter Gauglitz: Gustav in der Grube (Arzt) – Regie: Achim Scholz (Kriminalhörspiel/Kurzhörspiel – Rundfunk der DDR)
- 1990: Patricia Highsmith: Ediths Tagebuch (Norman) – Regie: Hans Knötzsch (Hörspiel – Rundfunk der DDR)
- 1990: Veit Stiller: Alte Freundschaft (Bolle) – Regie: Detlef Kurzweg (Kriminalhörspiel/Kurzhörspiel – Rundfunk der DDR)
- 1990: Dirk Heidicke: Der Fänger des Rochens (Schaf) – Regie: Manfred Täubert (Kinderhörspiel/Kurzhörspiel – Funkhaus Berlin)
- 1991: Gerhard Rentzsch: Das Leben des Brian Piltchard, aufgeschrieben von Oscar Callander (Vater Swanson) – Regie: Jürgen Dluzniewski (Hörspiel – DLR)

## Synchronisationen
| Film                 | Jahr | Rolle        | Darsteller         |
| -------------------- | ---- | ------------ | ------------------ |
| Das unheimliche Haus | 1992 | Rechtsanwalt | Jean-Louis Richard |